# Сунківське лісництво

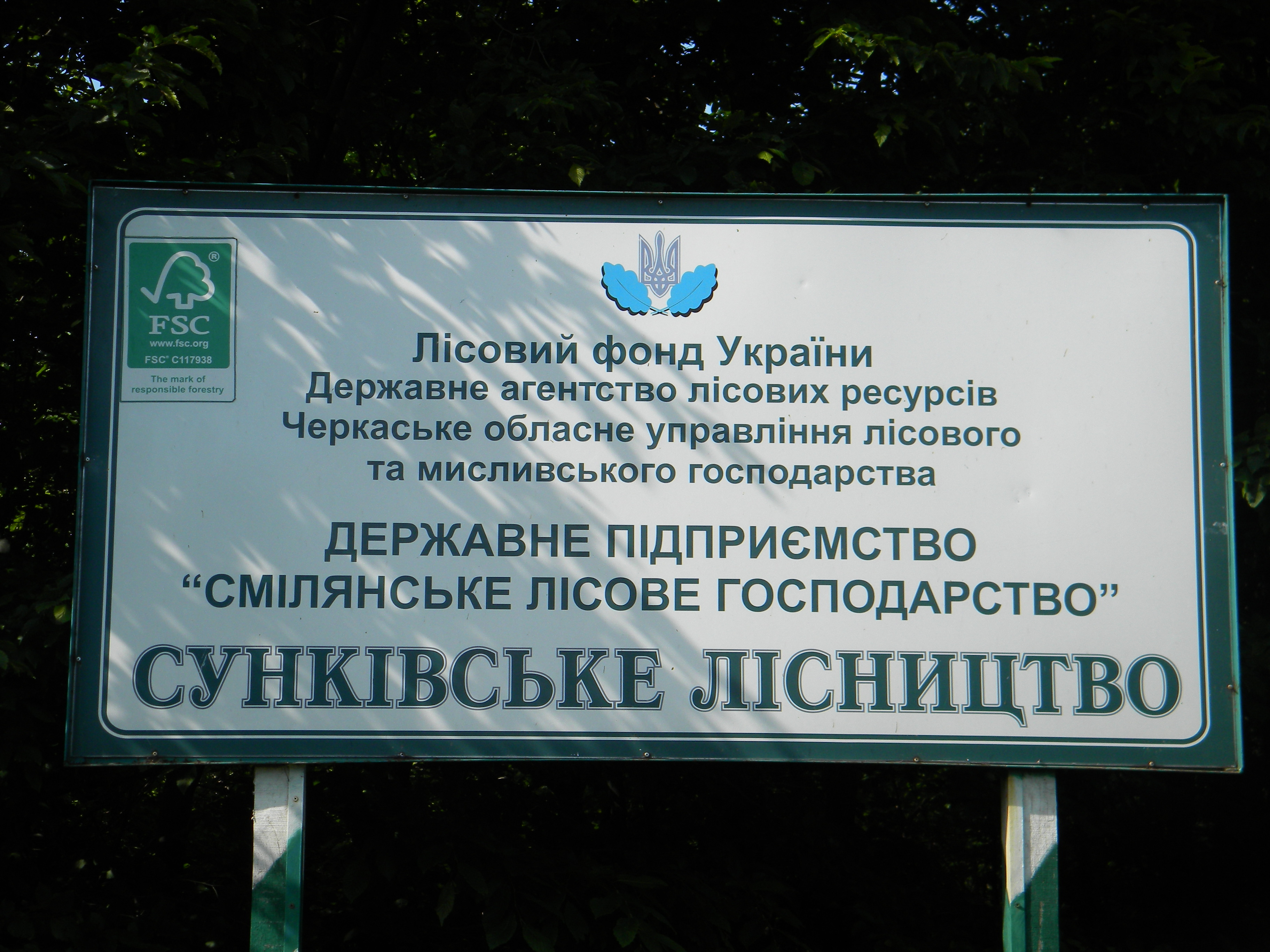

Сунківське́ лісництво — структурний підрозділ Смілянського лісового господарства Черкаського обласного управління лісового та мисливського господарства.
Офіс знаходиться у c. Сунки, Смілянський район, Черкаська область.

## Лісовий фонд
Лісництво охоплює ліси Смілянського району на площі 8060,5 га.

## Об'єкти природно-заповідного фонду
У віданні лісництва перебувають об'єкти природно-заповідного фонду:
- ботанічний заказник місцевого значення Орхідеї,
- ландшафтний заказник місцевого значення Сунківський-1.

## Галерея

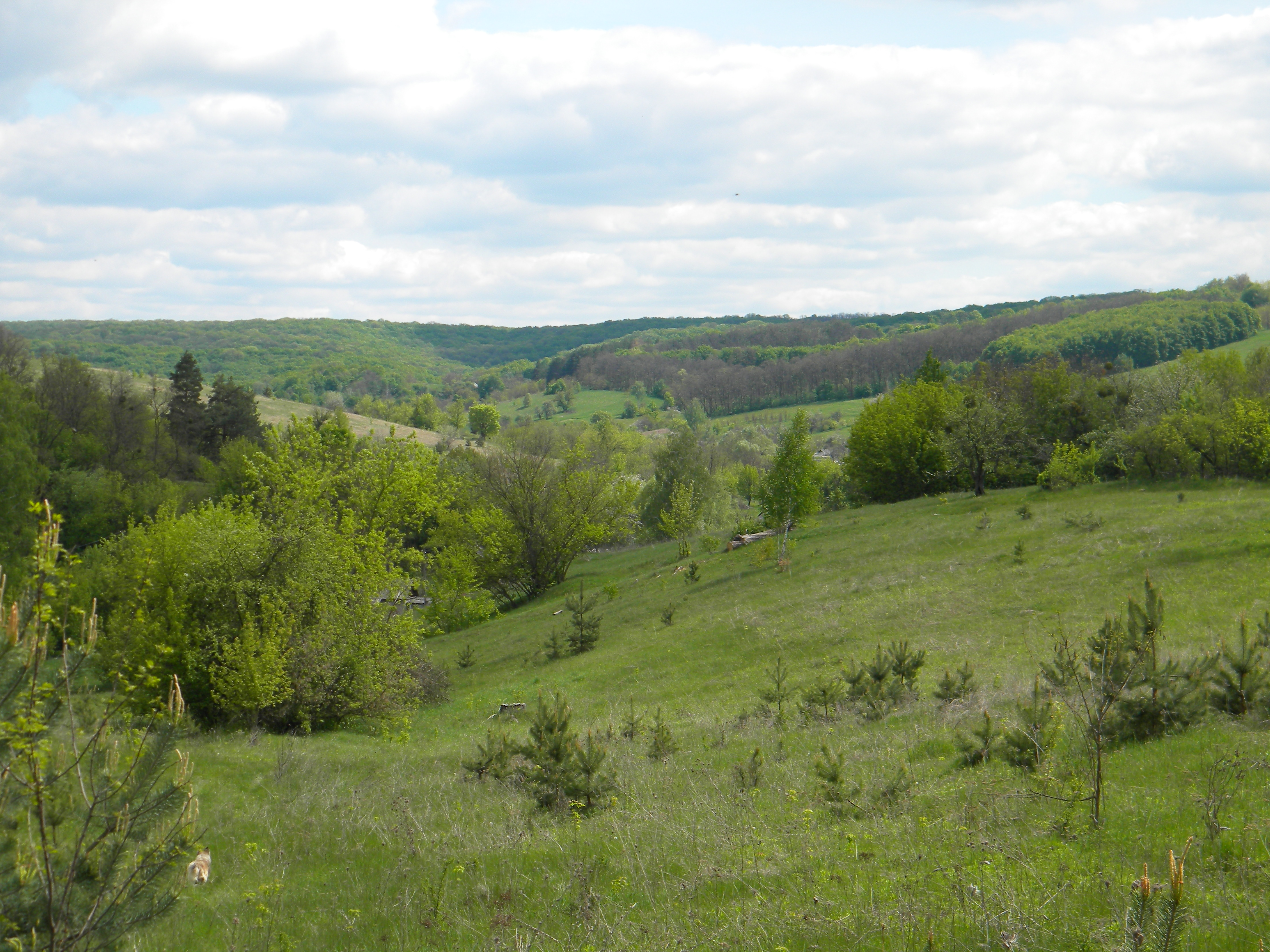
Краєвиди лісництва
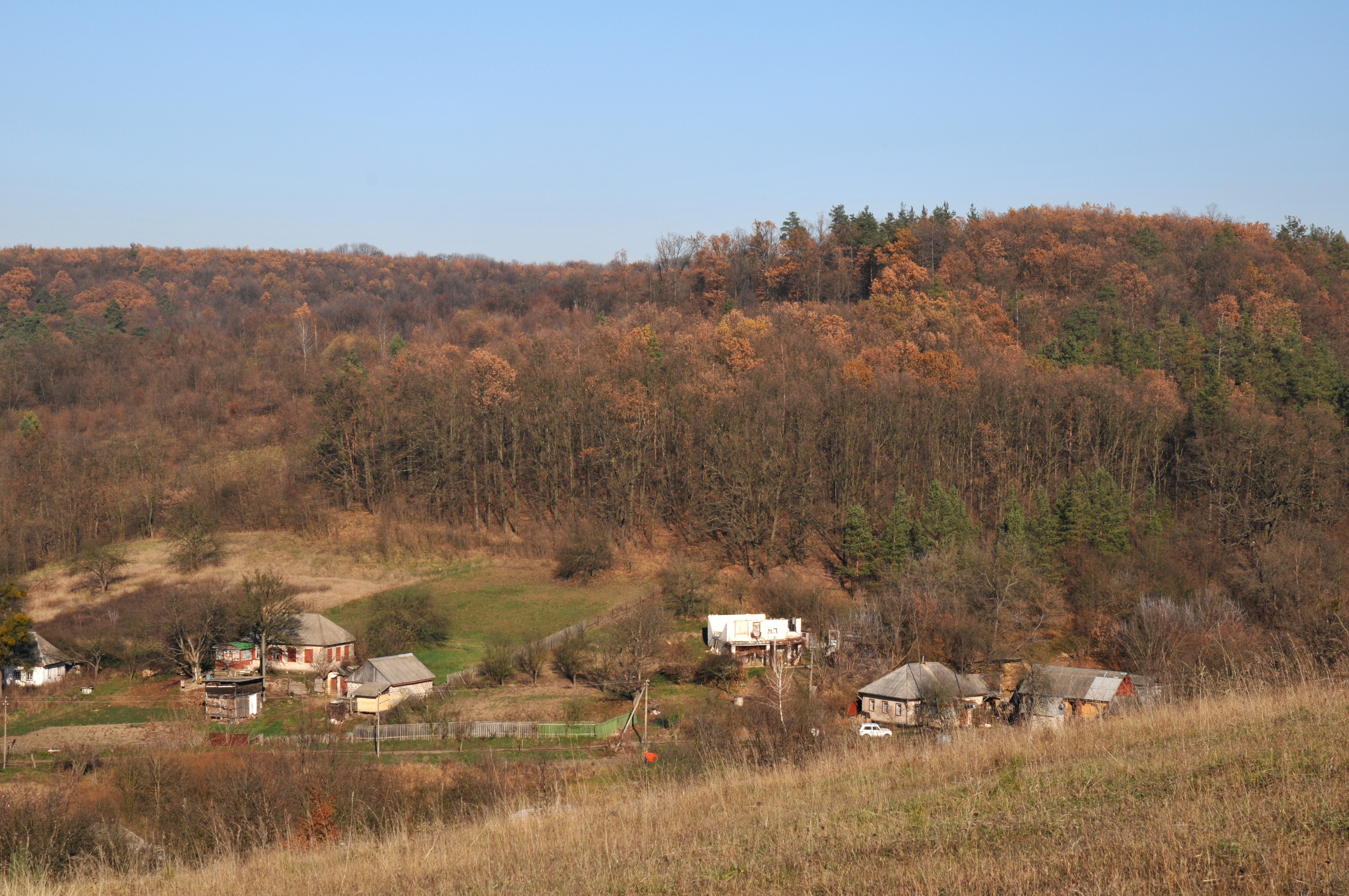
Краєвид лісництва поблизу с. Сунки
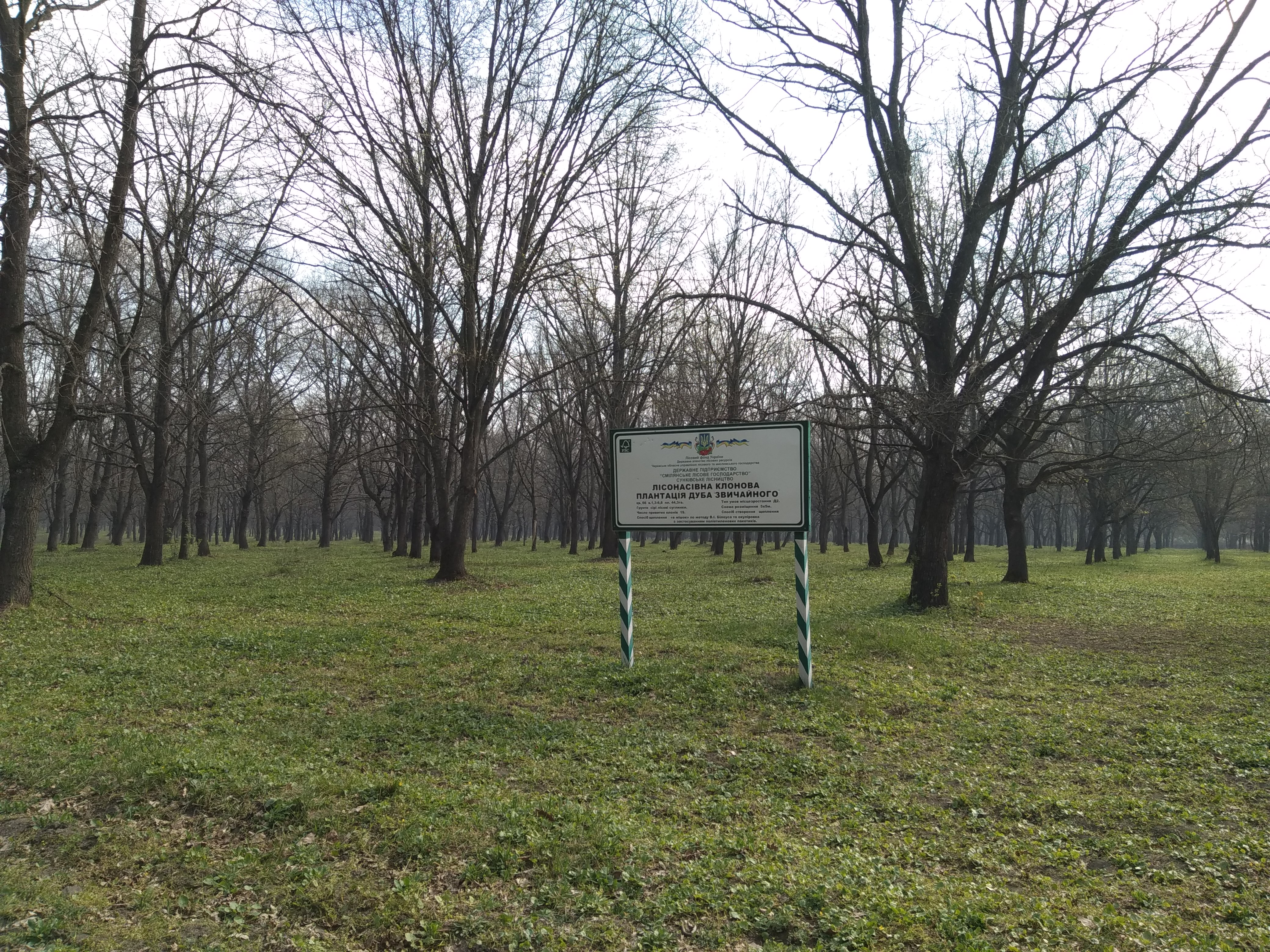
Плантація дуба звичайного на території лісництва, кв. 66
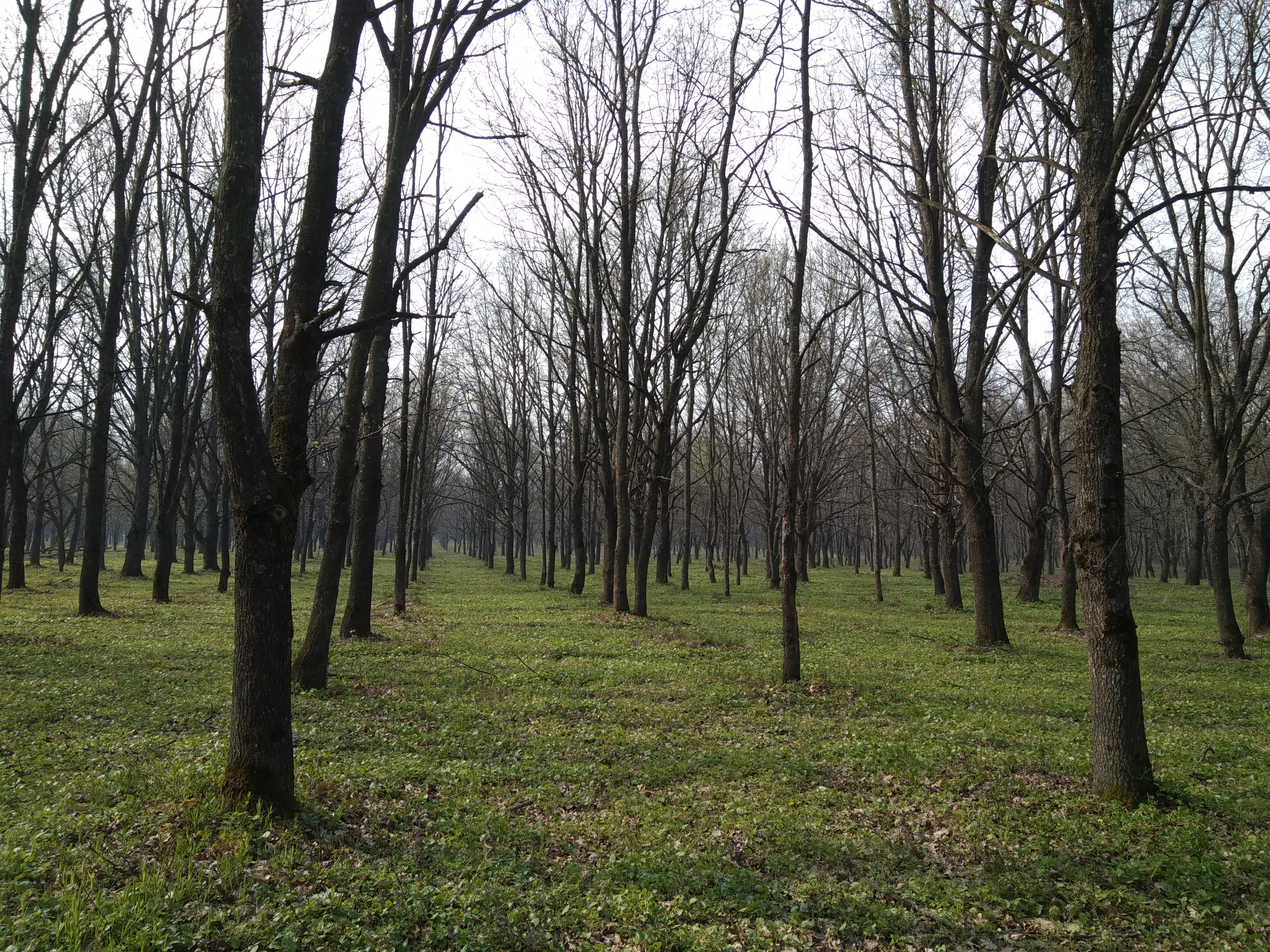
Плантація дуба звичайного на території лісництва, кв. 66